# 수락산성당
수락산성당(水落山聖堂)은 대한민국 서울특별시 노원구 상계1동 1105-68번지에 위치한 성당이다.